# Баскетбол на Олімпійських іграх
Змагання з баскетболу на літніх Олімпійських іграх вперше з'явилися на Олімпійських іграх 1936 в Берліні та з того часу включалися в програму кожних наступних Ігор. До цього, на Іграх 1904, проводилися показові матчі баскетболістів США. Включення баскетболу в Олімпійську програму стало можливим після створення 1932 року Міжнародної любительської федерації баскетболу (FIBA). Рішенням сесії Міжнародного олімпійського комітету 28 лютого 1935 року в Осло баскетбол був визнаний олімпійським видом спорту.
Рішення про прийняття жіночого баскетболу в програму Олімпійських ігор було прийнято на конгресі FIBA в Мюнхені під час проведення Ігор XX Олімпіади. На наступних Іграх 1976 в Монреалі вперше пройшов жіночий турнір.
Перед Іграми 1992 в Барселоні керівництвом МОК було прийнято рішення допустити до участі професіоналів. Після цього гравці NBA і WNBA змогли брати участь у змаганнях.

## Медалі

### Загальна таблиця
До таблиці включені досягнення чоловічих і жіночих збірних.
| Місце               | Країна                  | Золото | Срібло | Бронза | Загалом |
| ------------------- | ----------------------- | ------ | ------ | ------ | ------- |
| 1                   | США (USA)               | 25     | 2      | 3      | 30      |
| 2                   | СРСР (URS)              | 4      | 4      | 4      | 12      |
| 3                   | Югославія (YUG)         | 1      | 5      | 2      | 8       |
| 4                   | Аргентина (ARG)         | 1      | 0      | 1      | 2       |
| 5                   | Об'єднана команда (EUN) | 1      | 0      | 0      | 1       |
| 6                   | Іспанія (ESP)           | 0      | 4      | 1      | 5       |
| 6                   | Франція (FRA)           | 0      | 4      | 1      | 5       |
| 8                   | Австралія (AUS)         | 0      | 3      | 3      | 6       |
| 9                   | Італія (ITA)            | 0      | 2      | 0      | 2       |
| 10                  | Бразилія (BRA)          | 0      | 1      | 4      | 5       |
| 11                  | Болгарія (BUL)          | 0      | 1      | 1      | 2       |
| 11                  | Китай (CHN)             | 0      | 1      | 1      | 2       |
| 11                  | Сербія (SRB)            | 0      | 1      | 1      | 2       |
| 14                  | Канада (CAN)            | 0      | 1      | 0      | 1       |
| 14                  | Південна Корея (KOR)    | 0      | 1      | 0      | 1       |
| 14                  | Хорватія (CRO)          | 0      | 1      | 0      | 1       |
| 14                  | Японія (JPN)            | 0      | 1      | 0      | 1       |
| 18                  | Литва (LTU)             | 0      | 0      | 3      | 3       |
| 18                  | Росія (RUS)             | 0      | 0      | 3      | 3       |
| 20                  | Уругвай (URU)           | 0      | 0      | 2      | 2       |
| 21                  | Куба (CUB)              | 0      | 0      | 1      | 1       |
| 21                  | Мексика (MEX)           | 0      | 0      | 1      | 1       |
| Загалом (22 збірні) | Загалом (22 збірні)     | 32     | 32     | 32     | 96      |

### Медалі, чоловіки

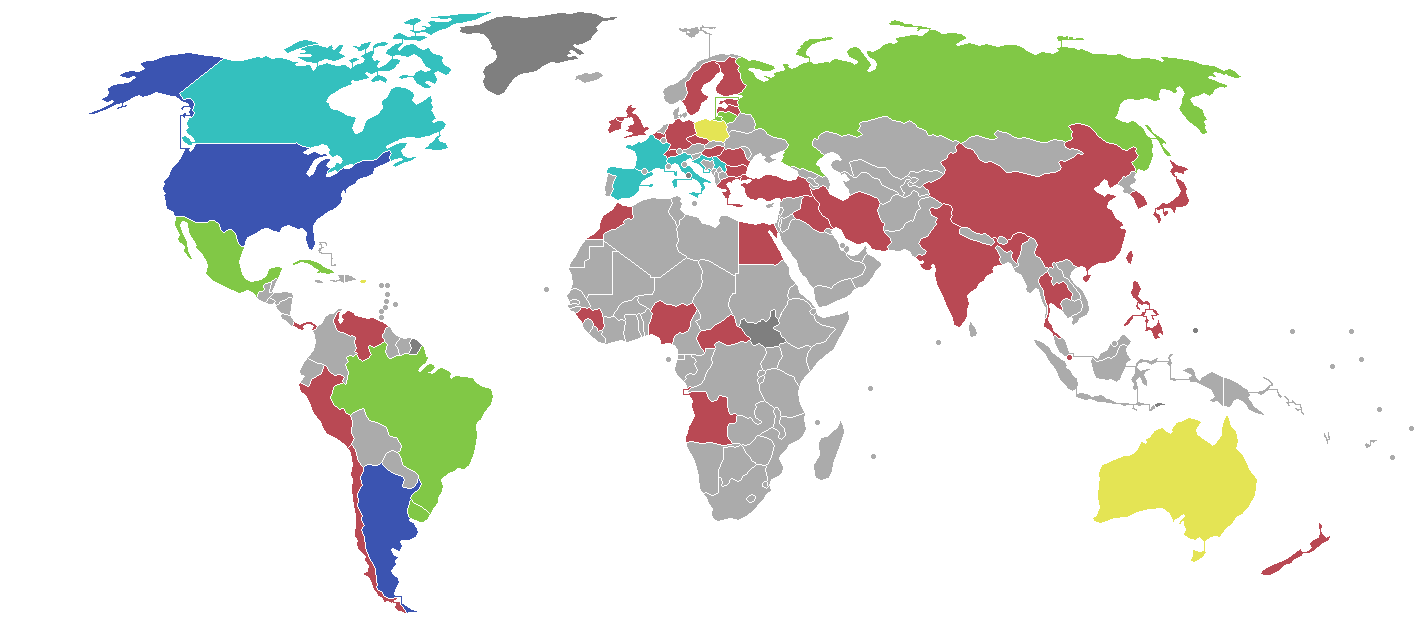
Найбільші досягнення чоловічих збірних з баскетболу на Олімпійських іграх.

| Місце                | Країна               | Золото | Срібло | Бронза | Загалом |
| -------------------- | -------------------- | ------ | ------ | ------ | ------- |
| 1                    | США (USA)            | 16     | 1      | 2      | 19      |
| 2                    | СРСР (URS)           | 2      | 4      | 3      | 9       |
| 3                    | Югославія (YUG)      | 1      | 4      | 1      | 6       |
| 4                    | Аргентина (ARG)      | 1      | 0      | 1      | 2       |
| 5                    | Іспанія (ESP)        | 0      | 3      | 1      | 4       |
| 6                    | Франція (FRA)        | 0      | 3      | 0      | 3       |
| 7                    | Італія (ITA)         | 0      | 2      | 0      | 2       |
| 8                    | Канада (CAN)         | 0      | 1      | 0      | 1       |
| 8                    | Сербія (SRB)         | 0      | 1      | 0      | 1       |
| 8                    | Хорватія (CRO)       | 0      | 1      | 0      | 1       |
| 11                   | Бразилія (BRA)       | 0      | 0      | 3      | 3       |
| 11                   | Литва (LTU)          | 0      | 0      | 3      | 3       |
| 13                   | Уругвай (URU)        | 0      | 0      | 2      | 2       |
| 14                   | Австралія (AUS)      | 0      | 0      | 1      | 1       |
| 14                   | Куба (CUB)           | 0      | 0      | 1      | 1       |
| 14                   | Мексика (MEX)        | 0      | 0      | 1      | 1       |
| 14                   | Росія (RUS)          | 0      | 0      | 1      | 1       |
| Загалом (17 збірних) | Загалом (17 збірних) | 20     | 20     | 20     | 60      |

### Медалі, жінки

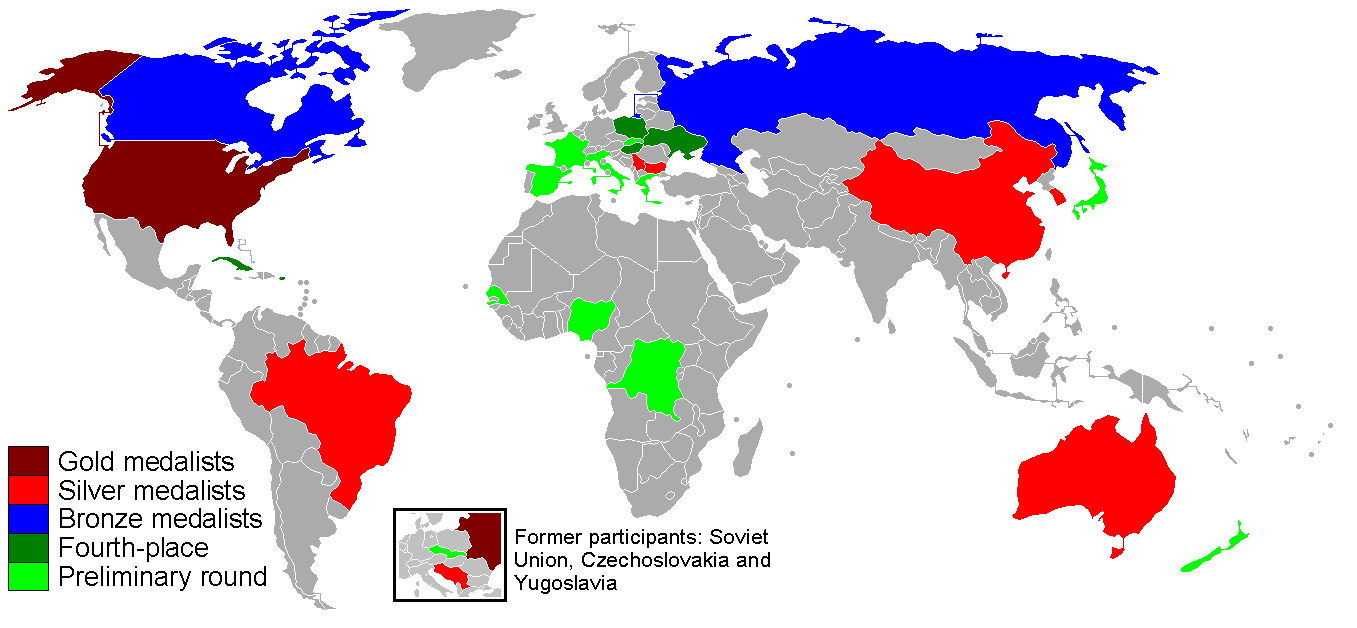
Найбільші досягнення жіночих збірних з баскетболу на Олімпійських іграх.

| Місце               | Країна                  | Золото | Срібло | Бронза | Загалом |
| ------------------- | ----------------------- | ------ | ------ | ------ | ------- |
| 1                   | США (USA)               | 9      | 1      | 1      | 11      |
| 2                   | СРСР (URS)              | 2      | 0      | 1      | 3       |
| 3                   | Об'єднана команда (EUN) | 1      | 0      | 0      | 1       |
| 4                   | Австралія (AUS)         | 0      | 3      | 2      | 5       |
| 5                   | Болгарія (BUL)          | 0      | 1      | 1      | 2       |
| 5                   | Бразилія (BRA)          | 0      | 1      | 1      | 2       |
| 5                   | Китай (CHN)             | 0      | 1      | 1      | 2       |
| 5                   | Франція (FRA)           | 0      | 1      | 1      | 2       |
| 5                   | Югославія (YUG)         | 0      | 1      | 1      | 2       |
| 10                  | Іспанія (ESP)           | 0      | 1      | 0      | 1       |
| 10                  | Південна Корея (KOR)    | 0      | 1      | 0      | 1       |
| 10                  | Японія (JPN)            | 0      | 1      | 0      | 1       |
| 13                  | Росія (RUS)             | 0      | 0      | 2      | 2       |
| 14                  | Сербія (SRB)            | 0      | 0      | 1      | 1       |
| Загалом (14 збірні) | Загалом (14 збірні)     | 12     | 12     | 12     | 36      |